# لياء (جنس)
اللِياء جنس في لمنيات الشكل ويحوي على نوعين هما: اللياء الشمالي (بربيجل) وقرش السلمون.